# صالح لرباس
صالح لرباس مواليد 16 سبتمبر 1952 في الجزائر، هو لاعب كرة قدم جزائري دولي سابق كان يلعب كلاعب وسط. اعتزل اللعب عام 1987. سبق له أن لعب في كأس العالم لكرة القدم مع منتخب بلاده. بدأ مسيرته الرياضية عام 1968.

## المسيرة الاحترافية

### أندية لعب لها
- شبيبة القبائل

## روابط خارجية
- صالح لرباس على موقع الاتحاد الدولي (مؤرشف)  (الإنجليزية)
- صالح لرباس على موقع قاعدة بيانات كرة القدم.إي يو (الإنجليزية)
- صالح لرباس على موقع ناشيونال فوتبول تيمز (الإنجليزية)
- صالح لرباس على موقع اللجنة الأولمبية الدولية (الإنجليزية)
- صالح لرباس على موقع أوليمبيديا (الإنجليزية)